# Hitch
Hitch (bra: Hitch - Conselheiro Amoroso; prt: Hitch - A Cura para o Homem Comum) é um filme de comédia romântica americano de 2005, dirigido por Andy Tennant e com roteiro de Kevin Bisch. O filme é estrelado por Will Smith no papel-titulo, junto com Kevin James, Amber Valletta e Eva Mendes. O filme foi lançado em 11 de fevereiro de 2005 pela Columbia Pictures.

## Sinopse
Alex "Hitch" Hitchens (Will Smith) é um lendário, e propositalmente anônimo, "doutor do amor", que vive em Nova Iorque e é bem sucedido no que faz. Em troca de uma determinada taxa, ele se dispõe a ajudar homens despreparados a conquistarem as mulheres de seus sonhos, usando técnicas infalíveis. Enquanto trabalha com Albert (Kevin James), um tímido e desajeitado contador que se apaixonou pela cliente, a famosa socialite Allegra Cole (Amber Valletta), Hitch conhece a mulher que acredita ser sua própria cara-metade: a colunista de fofocas workaholic Sara Melas (Eva Mendes). Apaixonado, ele decide conquistá-la mesmo correndo o risco de ter sua identidade desvendada pelo New York Times em que Sara trabalha.

## Elenco
- Will Smith como Alex "Hitch" Hitchens
- Kevin James como Albert Brennaman
- Eva Mendes como Sara Melas
- Amber Valletta como Allegra Cole
- Julie Ann Emery como Casey Sedgewick
- Adam Arkin como Max
- Robinne Lee como  Cressida Baylor
- Nathan Lee Graham como Geoff
- Michael Rapaport como Ben
- Jeffrey Donovan como Vance Munson
- Paula Patton como  Mandy
- Kevin Sussman como Neil
- Matt Malloy como Pete
- Maria Thayer como Lisa
- Jack Hartnett como Tom Reda
- Philip Bosco como Sr. O'Brian
- Ato Essandoh como  Tanis

## Recepção
No site agregador de críticas Rotten Tomatoes, 68% das 186 avaliações dos críticos são positivas, com uma classificação média de 6,3/10. O consenso do site afirma: "Apesar da previsibilidade de Hitch, Will Smith e Kevin James são elogiados por suas atuações sólidas e calorosas." O Metacritic, que usa uma média ponderada, atribuiu ao filme uma pontuação de 58 em 100, baseado em 36 críticos, indicando críticas "mistas ou médias".

## Principais prêmios e indicações
MTV Movie Awards 2005 (USA)
- Indicado na categoria de melhor atuação em comédia (Kevin James) e melhor atuação masculina(Kevin James).

People's Choice Awards 2006 (EUA)
- Venceu na categoria de canção favorita do público, por 1 Thing.
- Indicado nas categorias de filme favorito e comédia favorita.